# Explosieven Opruimingsdienst Defensie

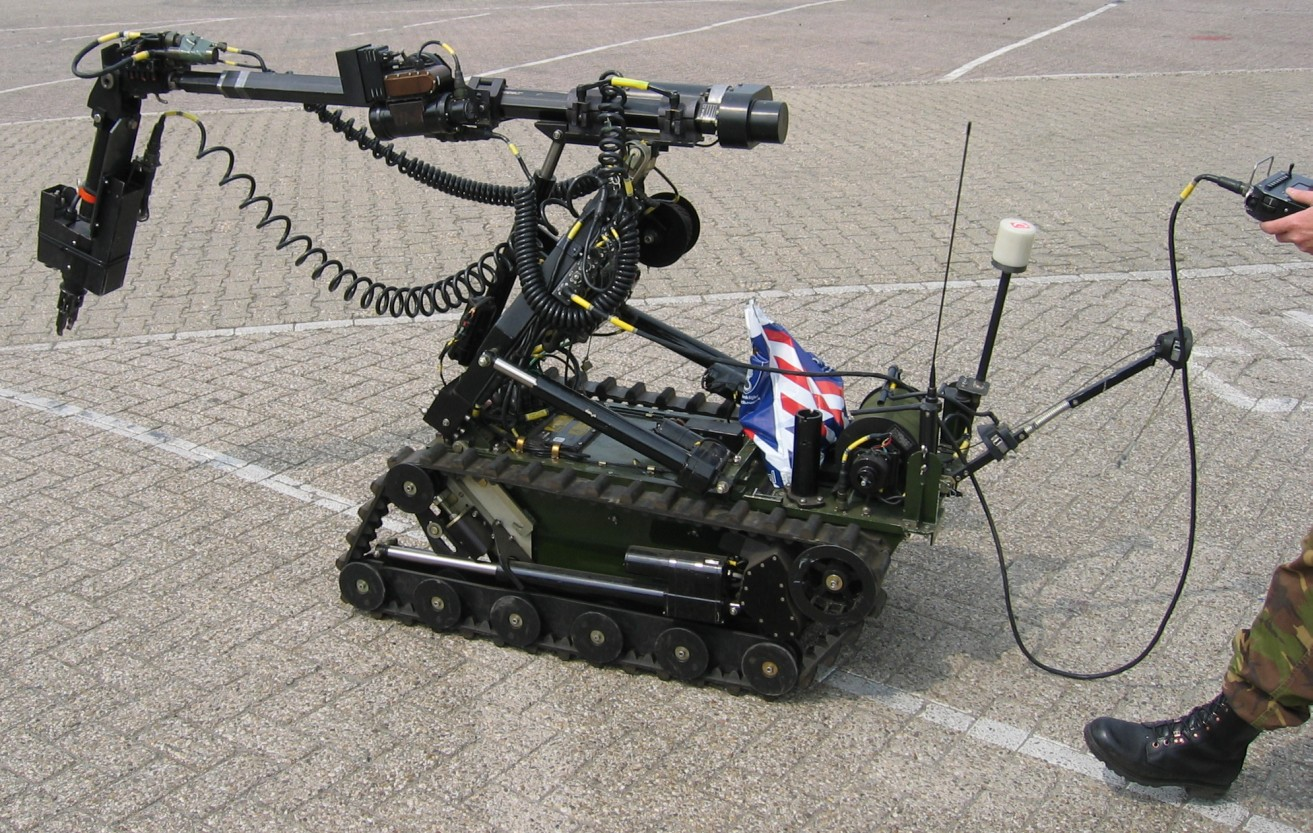
De Wheelbarrow, een op afstand bestuurbaar wagentje om explosieven op te ruimen

De Explosieven Opruimingsdienst Defensie (EOD), tot 2012 Explosieven Opruimingscommando Koninklijke Landmacht en Duik- en Demonteergroep van de Koninklijke Marine geheten, is de dienst van de Nederlandse krijgsmacht die tot taak heeft onontplofte vuurwerk, bommen, mijnen en andere explosieven en munitie, zowel te land als te water, onschadelijk te maken.

## Achtergrond
De EOD maakt deel uit van het Operationeel Ondersteuningscommando Land. De EOD is sinds 2012 onderdeel van Defensie en EOD'ers kunnen sindsdien ook worden ingezet als gewone militairen.
De EOD wordt standaard door de politie ingeschakeld als verdachte pakketjes, die mogelijk een explosief bevatten, zijn aangetroffen of als er een blindganger (explosief dat niet is afgegaan) uit de Tweede Wereldoorlog is gevonden.
De Explosieven Opruimingsdienst Defensie is de enige organisatie die in Nederland geïmproviseerde explosieven, die ook wel met het Engelse acroniem IED (improvised explosive device) worden aangeduid, mag opruimen. Dit betreft in elkaar gezette explosieven door veelal terroristische groeperingen. Nederland kreeg hier in de jaren zeventig voor het eerst mee te maken, maar sinds 2007 zorgen deze geïmproviseerde explosieven in Nederland vaker voor een dreiging dan oude bommen uit de Tweede Wereldoorlog. Voor de explosievenopruimingsdienst zijn geïmproviseerde explosieven het lastigst op te ruimen. Het is immers vooraf onbekend hoe ze in elkaar zitten.
De EOD maakt gebruik van diverse typen explosievenrobot, in volgorde van klein naar groot de Dragon runner, de Telemax en de tEODor.